# Los dúo 2
Los duo 2 é o trigésimo segundo e penúltimo álbum de estúdio do compositor e cantor mexicano Juan Gabriel, lançado em 11 de dezembro de 2015 pela Fonovisa Records. O álbum foi premiado com o Grammy Latino de Melhor Álbum do Ano em 2016.

## Faixas
Todas as faixas escritas e compostas por Juan Gabriel. 
| N.º | Título                                                | Duração |  |
| 1.  | "Te Quise Olvidar" (Part. Alejandro Fernández)        | 4:29    |  |
| 2.  | "Yo Te Recuerdo" (Part. Marc Anthony)                 | 3:34    |  |
| 3.  | "No Discutamos" (Part. Paty Cantú)                    | 2:19    |  |
| 4.  | "La Frontera" (Part. Julión Álvarez & J Balvin)       | 4:43    |  |
| 5.  | "Te Recuerdo Dulcemente" (Part.Andrés Calamaro)       | 3:48    |  |
| 6.  | "Te Sigo Amando" (Part. Belinda)                      | 3:58    |  |
| 7.  | "Lágrimas y Lluvia" (Part. Joan Sebastian)            | 6:20    |  |
| 8.  | "Yo No Sé Qué Me Pasó" (Part. Carlos Rivera)          | 4:42    |  |
| 9.  | "Ya Lo Sé Que Tú Te Vas" (Part. Franco de Vita)       | 4:02    |  |
| 10. | "Amor del Alma" (Part. José Feliciano)                | 3:57    |  |
| 11. | "No Vale La Pena" (Part. María José)                  | 3:05    |  |
| 12. | "Muriendo de Amor" (Part. Miguel Poveda)              | 6:14    |  |
| 13. | "Luna Llena" (Part. David Bustamante)                 | 5:00    |  |
| 14. | "Yo Te Perdono" (Part. Ana Gabriel)                   | 3:26    |  |
| 15. | "Yo Sé Que Está en Tu Corazón" (Part. Carla Morrison) | 4:06    |  |
| 16. | "No Tengo Dinero" (Part. Wisin)                       | 4:17    |  |

## DVD
Um DVD foi incluído como bônus com o álbum.
| N.º | Título                   | Duração |  |
| 1.  | "No Descutamos"          |         |  |
| 2.  | "Te Recuerdo Dulcemente" |         |  |
| 3.  | "Si Quieres"             |         |  |
| 4.  | "La Frontera"            |         |  |
| 5.  | "Abrázame Muy Fuerte"    |         |  |